# 충족이유율의 네 겹의 뿌리에 관하여

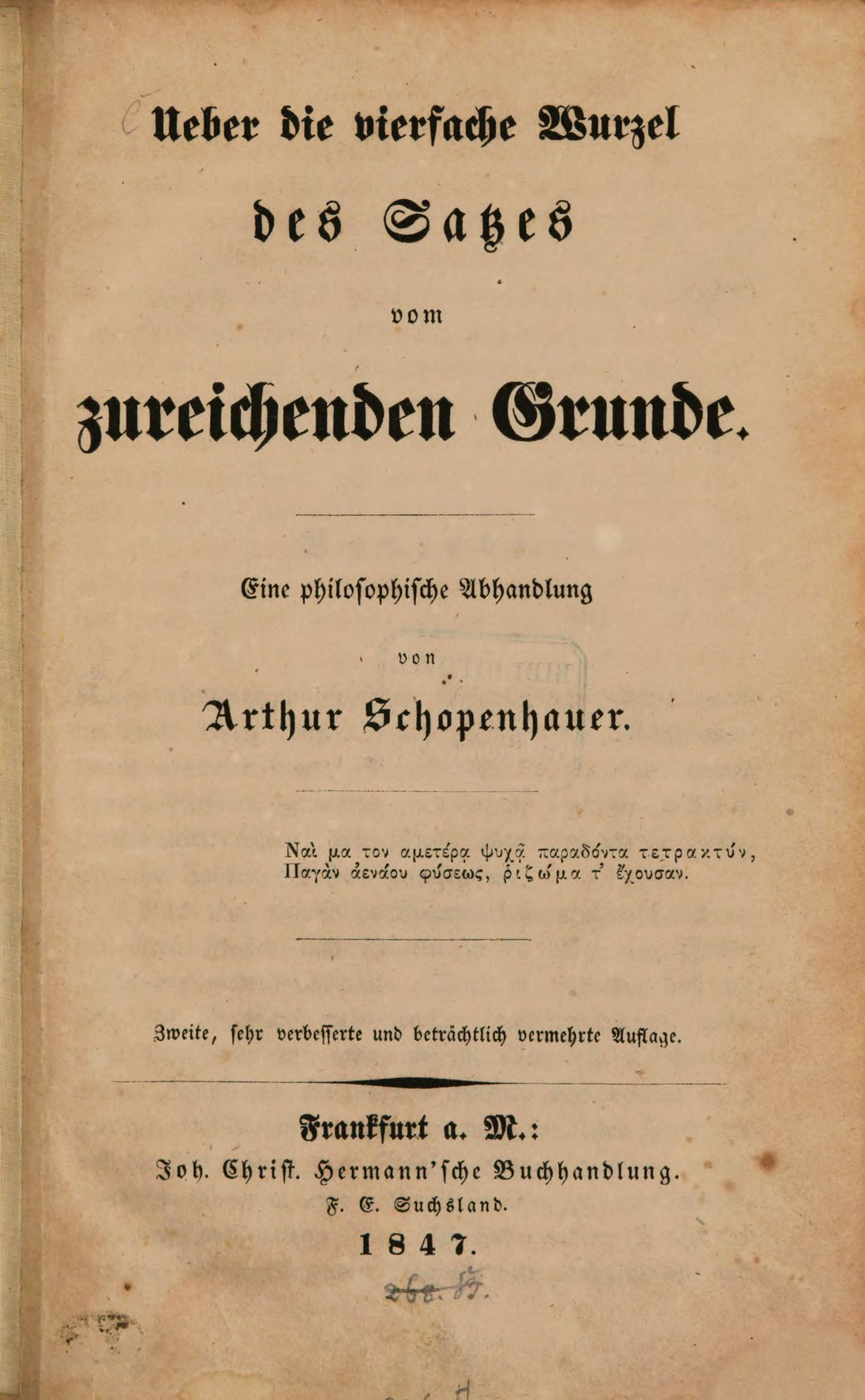

충족이유율의 네 겹의 뿌리에 관하여 ( 독일어 : Ueber die vierfache Wurzel des Satzes vom zureichenden Grunde )는 충족이유율( Principle of Sufficient Reason ) 에 관하여 독일의 철학자 아르투어 쇼펜하우어가 쓴 박사 학위 논문이다.  이 논문의 핵심은 세상의 만물에는 반드시 이유와 원인이 있어야 한다는 원칙을 설명하는 데에 있다. 최초의 논문은 1813년에 출간되었지만, 수정본은 1847년에 나왔다.  그는 그의 다른 작품에서 이 논문을 먼저 이해해야 할 필요성을 강조하였다.

## 네 겹의 뿌리[1]

### 생성
어떤 존재하는 사물도 충분한 근거 없이는 생성되지 않는다.  주체에 대하여 객체는 "인과성의 법칙"이라는 충족이유율에 의하여 출현한다.
모든 작용결과는 이전 상태의 것에 새로운 원인이 출현하여 변화를 일으킨 것이다.

### 인식
이것은 판단의 논리적 근거에 관한 것으로 하나의 판단이 하나의 인식을 나타내려면, 충분한 근거를 가져야 하며, 그 판단의 술어는 참이어야 한다.

### 존재
시간과 공간은 그 모든 부분들이 다른 것들의 관계 속에 있으며, 각각의 부분들은 다른 부분들에 의하여 규정되고 제약된 특성을 갖고 있다.

### 행위
이것은 심리적인 영역에서의 동기에 관한 것으로 행위의 근거는 동기가 전제되어야 한다.